# Czertyżnianka
Czeretyżnianka – potok, prawobrzeżny dopływ Białej Dunajcowej o długości 2,96 km.
Płynie w południowo-wschodniej części Beskidu Niskiego. Jego źródła znajdują się na wysokości ok. 680–700 m n.p.m. na stokach w otoczeniu północnego skłonu przełęczy Lipka. Spływa początkowo w kierunku północno-zachodnim zaciszną, słoneczną dolinką, w której położona była nieistniejąca już wieś Czertyżne. Poniżej zachowanego do dziś cmentarza tej wsi skręca ku południowemu zachodowi i przebija się wąskim, całkowicie zalesionym przełomem między masywami Czereszennego (681 m n.p.m., na północy) i Kamiennego Wierchu (776 m n.p.m., na południu), po czym na wysokości ok. 515 m n.p.m. uchodzi do Białej.
Nazwa potoku pochodzi od nazwy wsi, przez którą płynie. Doliną potoku na całej jego długości prowadzi leśna droga z doliny Białej przez Czertyżne na przełęcz Lipkę – i dalej do Ropek.